# 五月凛
五月 凛（さつき りん、1994年4月1日 - ）は、日本のAV女優。ジュンプロモーション所属。

## 人物
趣味は料理、プロレス観戦。

## 出演

### アダルトDVD
2015年
- 妄想女子プロレスVol.11（8月28日、SUPER SONIC SATELLITES）
- プロレス技マニアの女達 02（8月28日、SUPER SONIC SATELLITES）

2016年
- 屈辱!!高身長女子レスラーの敗北 Volume.2 五月凛（3月1日、SUPER SONIC SATELLITES）

2017年
- 嫁と姑のレズ相姦 2章（5月27日、グラフィティジャパン）

2018年
- 参加者急募！！今からホテルで浮気妻の寝取らせお仕置きSEXをします。（3月9日、クリスタル映像）
- ドミネーションスペース2（8月24日、バトルマニアネットワーク）
- 女子プロレスに挑戦3（9月7日、バトル）

2019年
- 高身長×サテン手袋×光沢パンストM男くすぐりマッハこちょこちょ（3月19日、グリップAV）
- 170cm高身長ギャルの足責めキモ親父狩りと巨尻ダイナマイト顔騎（7月27日、グリップAV）
- 高身長＆巨尻レースクイーン痴女が大暴れ！100デニール光沢パンスト踏みコキ顔面騎乗（8月10日、グリップAV）